# NGC 432
NGC 432 ist eine Elliptische Galaxie vom Hubble-Typ E/S0 im Sternbild Tukan am Südsternhimmel. Sie ist schätzungsweise 356 Millionen Lichtjahre von der Milchstraße entfernt und hat einen Durchmesser von etwa 140.000 Lichtjahren.
Das Objekt wurde am 6. Oktober 1834 von dem britischen Astronomen John Herschel kartographiert.